# Archidiocèse de Piura
L'archidiocèse de Piura (en latin : Archidioecesis Piurensis ; en espagnol : Arquidiócesis de Piura) est un archidiocèse métropolitain de l'Église catholique du Pérou.

## Territoire

Archidiocèse de Piura
Suffragants

L'archidiocèse comprend le département de Tumbes et les provinces de Paita, Piura, Sechura, Sullana et Talara dans le département de Piura. Les trois autres provinces de ce département sont gérées par le diocèse de Chulucanas.
Il possède un territoire d'une superficie de 26 636 km2 divisé en 50 paroisses. Le siège archiépiscopal est à Piura où se trouve la cathédrale Saint-Michel-Archange (es).
Le sanctuaire de Paita est dédié à Notre-Dame de la Merci qui est la patronne de l'archidiocèse. Le Seigneur de la bonne mort de Chocán, une statue de Jésus crucifié, est une autre dévotion populaire.

## Histoire
Le diocèse de Piura est érigé le 29 février 1940 par la constitution apostolique Ad christianae plebis du pape Pie XII, recevant son territoire du diocèse de Trujillo (aujourd'hui archidiocèse archidiocèse de Trujillo). Lors de sa création, il est nommé suffragant de l'archidiocèse de Lima.
Le 23 mai 1943, il intègre la province ecclésiastique de l'archidiocèse de Trujillo en même temps que les diocèses de Cajamarca et Chachapoyas. Le 5 juin de la même année, Pie XII institue le chapitre de la cathédrale par la constitution apostolique Quo sollemnior. 
Le séminaire diocésain est inauguré le 11 avril 1948 et placé quelques années plus tard sous le vocable de saint Dominique Savio. En 1976, il n'y a que 8 séminaristes et le recteur ne peut rester à demeure puisqu'il est aussi recteur du séminaire de Guayaquil et de Barquisimeto. L'archevêque ferme donc le séminaire et envoie les séminaristes étudier ailleurs. Fin avril 1988, Lima fait savoir qu'il ne recevra plus de postulants de l'archidiocèse de Piura. C'est pourquoi un nouveau séminaire est ouvert le 24 novembre de la même année et placé cette fois sous la protection de saint Jean-Marie Vianney.
Il cède une portion de son territoire le 4 mars 1964 pour l'érection de la prélature territoriale de Chulucanas  (aujourd'hui diocèse de Chulucanas).
Le 30 juin 1966, il est élevé au rang d'archidiocèse métropolitain par la constitution apostolique Sic ut paterfamilias du pape Paul VI avec pour suffragants les diocèses de Chachapoyas et Chiclayo et les prélatures territoriales de Chota et Chulucanas.

## Évêques
- Fortunato Chirichigno Pontolido, S.D.B. (27 janvier 1941 - 2 janvier 1953)
- Federico Pérez Silva, C.M. (1953 - 15 juin 1957) nommé archevêque de Trujillo
- Carlos Alberto Arce Masías (6 février 1959 - 6 janvier 1963)
- Erasmo Hinojosa Hurtado (6 janvier 1963 - 6 août 1977)
- Fernando Vargas Ruiz de Somocurcio, S.J. (18 janvier 1978 - 26 septembre 1980) nommé archevêque d'Arequipa
- Óscar Rolando Cantuarias Pastor (9 septembre 1981 - 11 juillet 2006)
- José Antonio Eguren Anselmi (11 juillet 2006 - 2 avril 2024)